# Leubsdorf, Mittelsachsen
Leubsdorf là một đô thị trong huyện Mittelsachsen, bang tự do Sachsen, nước Đức. Đô thị Leubsdorf, Mittelsachsen có diện tích 34,34 km², dân số thời điểm ngày 31 tháng 12 năm 2005 là 3905 người.